# Elemento HTML

HTML element content categories

Um elemento HTML é uma parte de uma página da internet. 
Um elemento é qualquer objeto identificável dentro de um documento, por exemplo, um caractere, palavra, imagem, parágrafo ou célula de planilha. Em HTML, um elemento refere-se a um par de tags e seu conteúdo, ou a uma tag "vazia", que não requer tag de fechamento ou conteúdo.
Um elemento típico pode conter um pedaço de texto ou uma imagem, ou talvez nada.

## Visão geral
Elementos HTML são todos os tags que estão em arquivos HTML e que se transformam em elementos da árvore DOM. Cada elemento pode ter determinados atributos. Os elementos podem ter ainda conteúdo, incluindo outros elementos e textos. Elementos HTML representam  semântica ou significado. Por exemplo, o elemento title representa o título de um documento.
Na sintaxe HTML, a maioria dos elementos são escritos com marcadores (ainda chamados de etiquetas ou tags) de abertura e um marcador de fechamento, com o conteúdo entre os dois. As etiquetas são compostas do nome do elemento, fechadas por parênteses angulares. Uma marcação de fechamento possui ainda uma barra após o parêntese inicial, para distingui-lo da marcação de abertura. Por exemplo, um parágrafo que é representado pelo elemento p seria escrito como
```
<
p
>
Na sintaxe HTML, a maioria dos elementos são escritas...
</
p
>

```

No entanto, nem todos esses elementos exigem a etiqueta de fechamento, ou mesmo a de abertura, para estar presente. Alguns elementos , os chamados elementos vazios, não possuem uma tag de fechamento. Um exemplo típico é o elemento br que representa uma quebra de linha significante, tais como em um poema ou em um endereço. Por exemplo, o endereço do dentista em Finding Nemo seria escrito como
```
P. Sherman
<
br
 
/>
42 Wallaby Way
<
br
 
/>
Sydney

```

Atributos são especificados na etiqueta de abertura. A exemplo, o elemento abbr, que representa uma abreviatura, espera um atributo title em sua expressão. Isto seria escrito como
```
<
abbr
 
title
=
"Hyper Text Markup Language"
>
HTML
</
abbr
>

```

### Sintaxe
- Etiqueta de abertura: <p ... >
  - Atributo:
    - nome: class
    - valor: foo
- Conteúdo: Isto é um parágrafo.
- Etiqueta de fechamento: </p>

Partes de um elementos contêineres:
- Etiqueta de abertura:
- Atributo:
- nome: class
- valor: foo
- Conteúdo: Isto é um parágrafo.
- Etiqueta de fechamento:
completo:

Há múltiplos tipos de elementos HTML: elementos vazios, elementos de texto, e elementos normais.
Elementos vazios possuem apenas uma tag de abertura, que possui os seus respectivos atributos. Para exemplificação, o elemento link, para o qual a sintaxe é
```
<
link
 
rel
=
stylesheet
 
href
=
fancy.css
 
type
=
"text/css"
>

```

Este elemento link aponta para o navegador uma folha de estilo para ser utilizada no documento HTML. Note que na sintaxe HTML, atributos não precisam levar aspas. Ao utilizar a sintaxe XML (XHTML), por outro lado, todos os atributos devem ter aspas, e uma barra é necessária antes do último parêntese angular da etiqueta:
```
<link
 
rel=
"stylesheet"
 
href=
"fancy.css"
 
type=
"text/css"
 
/>

```

Elementos de texto são construídos com:
- uma etiqueta de abertura (<tag>) marcando o início do elemento, que pode ser incorporar alguns diversos atributos;
- uma quantidade de conteúdo textual, mas sem elementos (todas as etiquetas, a menos da etiqueta em questão, serão interpretadas como conteúdo);
- uma etiqueta de fechamento, na qual o nome do elemento é precedido por uma barra: </tag>.  Em algumas versões do HTML, a etiqueta de fechamento é opcional para alguns elementos. A etiqueta de fechamento é obrigatória no  XHTML.

Elementos normais geralmente possuem ambas marcações de abertura e fechamento / fecho, apesar de que para alguns elementos a marcação de fechamento / fecho, ou ambas marcações, podem ser omitidas. Eles são construídos de maneira semelhante:
- uma etiqueta de abertura (<tag>) marcando o início do elemento, que pode ser incorporar alguns diversos atributos;
- uma quantidade de conteúdo, incluindo textos e outros elementos;
- uma etiqueta de fechamento / fecho, no qual o nome do elemento é precedido por uma barra: </tag>.

Atributos definem um comportamento desejado ou indicam propriedades adicionais do elementos. A maioria dos atributos exigem um valor. No HTML, o valor pode ser adicionado sem aspas, caso não possua espaços (name=valor), ou pode ser adicionado com aspas simples ou duplas (name='valor' or name="valor"). No XML, essas aspas são compulsórias. Atributos booleanos, por outro lado, não exigem um valor a ser especificado. Um exemplo é o checked para checkboxes:
```
<
input
 
type
=
checkbox
 
checked
>

```

Na sintaxe XML, entretanto, o nome deve ser repetido no valor:
```
<input
 
type=
"checkbox"
 
checked=
"checked"
 
/>

```

### Elementos versus tags
Elementos e tags não são as mesmas coisas. As tags iniciam ou terminam um elemento no código-fonte, enquanto os elementos fazem parte do DOM, o modelo do documento para exibir a página no navegador.
Informalmente, os elementos HTML são referenciados às vezes como "tags" (um exemplo de sinédoque), apesar de que muitos prefiram restringir o termo tag estritamente a marcação delimitando o início e o fim dos elementos.
O nome de elementos (e atributos) podem ser escritos em qualquer combinação de letras maiúsculas e minúsculas no HTML, mas devem estar em minúsculas no caso do XHTML. A forma canônica era maiúsculas até o HTML 4, sendo usada inclusive nas especificações HTML, mas recentemente, a forma minúscula tornou-se mais comum.

### Padrões de elementos
Os elementos HTML são definidos em uma série de padrões abertos de acesso livre emitidos desde 1995, inicialmente pela IETF e  subsequentemente pela W3C.
Desde o começo da década de 1990, fabricantes de agentes do usuário (e.g. navegadores web) desenvolviam seus próprios elementos, alguns dos quais vieram a se tornam padrão posteriormente. Outros agentes de usuários podem não reconhecer elementos não-padrão, de modo que eles podem ser ignorados ou serem apresentados de forma inadequada.
Em 1998, XML (uma forma simplificada de SGML) introduziu um mecanismo para permitir que qualquer pessoa desenvolva seus próprios elementos e incorpore-os nos elementos XHTML, para o uso com  softwares XML.
Subsequentemente, HTML 4.01 foi reescrito em uma forma compatível com XML, XHTML 1.0 (eXtensible HTML). Os elementos em cada um eram idênticos, e a maioria dos casos, documentos XHTML 1.0  válidos seriam válidos ou quase válidos em documentos HTML 4.01.

### Estado dos elementos
Desde a primeira versão do HTML, diversos elementos saíram de moda, e tornaram-se  obsoletos em padrões posteriores, ou não aparecem neles, no caso de serem inválidos.
No momento, o estado dos elementos é complicada pela existência de três tipos de HTML 4.01 / XHTML 1.0 DTD:
- Transitional, que contém elementos obsoletos, mas que ainda pretende promover um período de transição durante o qual o autor poderá atualizar suas práticas;
- Frameset, que são versões do Transitional DTDs que ainda permite os autores a escrever documentos com frameset;
- Strict, que é uma forma atualizada (em 2010) do HTML.

O primeiro padrão (HTML 2.0) continha quatro elementos obsoletos, um dos quais era inválido no HTML 3.2. Todos os quatro são inválidos no HTML 4.01 Transitional, que também deprecia cerca de dez elementos. Todos esses, junto a outros dois, são inválidos no HTML 4.01 Strict. Enquanto os elementos frame ainda estão em uso no sentido de estarem presente na versão Transitional e Frameset DTDs, não há planos de preservá-los nos padrões futuros, e suas funções podem ser vastamente substituídas, por serem muito problemáticas para acessibilidade de usuários.

## Elementos de estrutura de documentos
<html>...</html>
O elemento raiz de um documento HTML; todos os outros elementos estão contidos neste.
O elemento HTML delimita o início e o fim de um documento HTML.
padronizado no HTML 2.0; ainda em uso.
<head>...</head>
Container for processing information and metadata for an HTML document.
padronizado no HTML 2.0; ainda em uso.
(Veja Elementos do cabeçalho do documento para elementos filhos.)
<body>...</body>
Contêiner para um conteúdo visualizável de um documento HTML.
padronizado no HTML 2.0; ainda em uso.
(Veja Elementos do corpo do documento para os elementos filhos.)

## Elementos do cabeçalho do documento
<base>
Especifica um URL base para todos os href relativos e outros links no documento.  Deve aparecer antes de qualquer elemento que refere-se a um recurso externo. HTML permite apenas um elemento base para cada documento. O elemento base possui atributos mas nenhum conteúdo.
Um versão desenvolvida de BASE é mencionada em HTML Tags; padronizado no HTML 2.0; ainda em uso.
<basefont> (obsoleto)
Especifica um tamanho, tipo e cor de fonte base para o documento. Utilizada juntamente com elementos font. Depreciada em favor das folhas de estilo.
Padronizado no HTML 3.2; tornado obsoleto no HTML 4.0 Transitional; invalidado no HTML 4.0 Strict.
<isindex> (obsoleto)
isindex pode tanto aparecer no cabeçalho do documento quanto no corpo, mas apenas uma vez no documento.  Requer um motor de busca no servidor.
No cabeçalho, indicaque o documento é um índice pesquisável. Visualmente apresenta uma entrada de texto de uma linha para a palavra-chave. Quando submetido, o query string é adicionado ao URL em uso e o documento é apresentando com essas palavras chaves destacadas.  Geralmente se o servidor suporta essa funcionalidade, o mesmo adicionará os elementos isindex aos documentos sem a intervenção do autor.
ISINDEX existia no HTML Tags; padronizado no HTML 2.0; tornado obsoleto no HTML 4.0 Transitional; invalidado no HTML 4.0 Strict.
<link>
Especifica links para outros documentos, tais como links anterior e posterior, ou versões alternativa. Um uso comum é a um link para folhas de estilo externas, usando a forma:
<link rel="stylesheet" type="text/css" href="url" title="description_of_style">
Um uso menos comum, mas importante, é para fornecer hints de navegação consistentemente através de microformatos. Várias relações comuns são definidas, que podem ser expostos para os usuários através da interface do navegador ao invés de diretamente na página web.
<link rel="next" href="url">
Um elemento ’s head do documento pode conter vários elementos link. O elemento link possui atributos, mas nenhum conteúdo.
LINK existia no HTML Internet Draft 1.2, e foi padronizado no HTML 2.0; ainda em uso.
<meta>
Pode ser usado para especificar metadados especiais sobre o documento, tais como autor, data de publicação, data de expiração, descrição da página ou outra informação não fornecida pelos outros elementos e atributos de cabeçalho. Devido a sua natureza genérica, elementos meta especificam pares de chave-valor associativos.
Em um formulário, elementos meta podem especificar cabeçalhos HTTP que seriam enviados para um servidor web antes do conteúdo em si, por exemplo:
<meta http-equiv="foo" content="bar">
— this specifies that the page should be served with an HTTP header called foo that has a value bar.
Na forma geral, um elemento meta especifica os atributos name e content associado descrevendo aspectos da página HTML. Para prevenir uma possível ambiguidade, um terceiro atributo opcional, scheme, pode ser fornecido para para especificar um framework semântico que define o significado das chaves e seus valores; por exemplo:
<meta name="foo" content="bar" scheme="DC">

padronizado no HTML 2.0; ainda em uso.
<object>…</object>
Usado para incluir objetos genéricos no cabeçalho do documento. Apesar de ser raramente usado dentro do elemento head, ele pode potencialmente ser usado para extrair dados externos e associá-los ao documento em uso.
padronizado no HTML 4.0; ainda em uso.
<script>…</script>
Pode atuar como um contêiner para instruções de script ou um link para um script externo com o atributo opcional src. Ainda utilizável no corpo do documento para gerar dinamicamente tanto blocos quanto conteúdo em linha.
padronizado no HTML 3.2; ainda em uso.
<style>…</style>
Especifica um estilo para o documento, geralmente na forma:
<style type="text/css"> … </style>
Pode tanto atuar como um contêiner para as instruções de estilo quanto um link para uma folha de estilo externa – por exemplo, no CSS, com as diretivas de @import com o seguinte formato:
<style> @import url; </style>
padronizado no HTML 3.2; ainda em uso.
<title>…</title>
Define o título do documento.  Required in every HTML and XHTML document.  User agents may use the title in different ways.  For example:
- Navegadores web geralmente os apresentam em uma janela’s barra de título quando a janela está aberta, e (onde aplicável) na barra de tarefas quando a janela é minimizada.
- Ela pode tornar-se o nome de arquivo padrão ao salvar a página.
- Motores de buscas de web crawlers tomam atenção especial nas palavras utilizadas no título.

O elemento title não pode conter outros elemento, apenas o texto. Apenas um elemento title é permitido em um documento.
TITLE existia no HTML Tags, e foi padronizado no HTML 2.0; ainda em uso.

## Elementos do corpo do documento
Em navegadores visuais, elementos visualizável podem ser renderizados tanto como bloco quanto inline. Enquanto todos os elementos são parte da sequência do documento, os elementos de blocos aparecem dentro de seus elementos pais:
- como objetos retangulares que não quebra entre as linhas;
- com blocos com propriedades de margens, largura, altura que podem ser ajustadas independentemente dos elementos que o rodeiam.

Por outro lado, elementos inline são tratados como parte do fluxo de texto; eles não podem ter margens, ter largura ou a altura fixaadas, e realizam quebra entre as linhas.

### Elementos de blocos

#### Texto básico
<p>...</p>
Cria um parágrafo, talvez o elemento de block mais comum.
P existia no HTML Tags, e foi padronizado no HTML 2.0; ainda em uso.
<h1>...</h1> <h2>...</h2> <h3>...</h3> <h4>...</h4> <h5>...</h5> <h6>...</h6>
Seções de cabeçalhos em diferntes níveis. <h1> delimitas o cabeçalho de nível mais alto, <h2> o nivel subsequentemente abaixo (subsecção), <h3> para um nível abaixo deste, e assim por diante <h6>.
A maioria dos navegadores visuais apresenta os cabeçalhos como textos em negrito em tamanho grande por padrão, embora isso poda ser substituído com CSS. Elementos de cabeçalho não são destinados meramente para criação de textos em negrito ou grande — eles descrevem a estrutura e organização do documento. Alguns programas os usam para gerar resumos e tabelas de conteúdos.
Os cabeçalhos existiam no HTML Tags, e foram padronizados no HTML 2.0; ainda em uso.

#### Listas
<dl>...</dl>
Uma lista de definição (consistindo de termos de definição combinadas com definições).
DL existia no HTML Tags, e foi padronizado no HTML 2.0; ainda em uso.
<dt>...</dt>
Um termo de definição de uma lista de definição.
DT existia no HTML Tags, e foi padronizado no HTML 2.0; ainda em uso.
<dd>...</dd>
A definição de um termo, em uma lista de definição.
DD existia no HTML Tags, e foi padronizado no HTML 2.0; ainda em uso.
<ol>...</ol>
Uma lista ordenada (enumerada). O atributo type pode ser usado para especificar o tipo de ordenação, mas folhas de estilos fornecem um controle maior: {list-style-type: foo}. Por omissão, são utilizados a numeração arábica.
OL existia no HTML Internet Draft 1.2, e foi padronizado no HTML 2.0; ainda em uso.
<ul>...</ul>
Uma lista não ordenada.  Folhas de estilo podem ser usadas para especificar os marcadores (símbolo) da lista: {list-style-type: foo}.  O marcador padrão é um disco.
UL existia no HTML Tags, e foi padronizado no HTML 2.0; ainda em uso.
<li>...</li>
Um item de uma lista ordenada (ol) ou não ordenada (ul).
LI existia no HTML Tags, e foi padronizado no HTML 2.0; ainda em uso.
<dir>...</dir> (obsoleto)
Uma listagem de diretório. O propósito original desse elemento nunca foi amplamente apoiado; tornado obsoleto em favor do <ul>.
DIR existia no HTML Tags, e foi padronizado no HTML 2.0; tornado obsoleto no HTML 4.0 Transitional; invalidado no HTML 4.0 Strict.
<menu>...</menu>  (obsoleto)
Um menu de listagem. Deveria ser mais compacto que uma lista <ul>, mas é poucamente suportado. tornado obsoleto em favor do <ul>.
MENU existia no HTML Tags, e foi padronizado no HTML 2.0; tornado obsoleto no HTML 4.0 Transitional; inválido no HTML 4.0 Strict.

#### Outros elementos de bloco
<address>...</address>
Informação de contato para o autor do documento.
ADDRESS existia no HTML Tags, e foi padronizado no HTML 2.0; ainda em uso.
<noscript>...</noscript>
Define um conteúdo alternativo para os usuários de navegadores que não suportam script.
O não suporte de script pelo navegador pode ser causado pelo navegador realmente não suportar script ou por esta funcionalidade foi deliberadamente desabilidada pelo usuário ou algum tipo de recurso extra inserido no navegador, como por exemplo: extenções ou plugins instalados no navegador.
O conteúdo dentro do elemento <noscript> será exibido se os scripts não são suportados, ou estão desativados no navegador do usuário .
padronizado no HTML 4.01; ainda em uso.
<script>...</script>
Pode atuar como um contêiner para instruções de script ou um link para um script externo com o atributo opcional src. Ainda utilizável no corpo do documento para gerar dinamicamente tanto blocos quanto conteúdo em linha.
padronizado no HTML 3.2; ainda em uso.

### Formatação
<font>...</font> (obsoleto) 
<font [color=color] [size=size] [face=face]>…</font>
Pode especificar a cor da fonte com o atributo color, tipografia com o atributo face, e o tamanho relativo ou absoluto com o atributo size.
Exemplos (todos os usos estão obsoletos, use equivalentes em CSS se possível):
1. <font color="green">text</font> cria texto verde.
2. <font color="#114499">text</font> cria texto com cor hexadecimal #114499.
3. <font size="4">text</font> cria texto com tamanho 4. Tamanhos são de 1 a 7. O tamanho padrão é 3, a menos que outro seja especificado na tag <body> ou outras.
4. <font size="+1">text</font> cria texto com tamanho 1 maior que o padrão. <font size="-1">text</font> é oposto.
5. <font face="Courier New">text</font> faz texto com a fonte Courier New.

Códigos CSS equivalentes para atributos de fonte:
- <font size="N"> corresponde a {font-size: Y unidades} (a especificação HTML não define a relação entre o tamanho N e a unidade de tamanho Y, nem define a unidade).
- <font color="red"> corresponde a {color: red}
- <font face="Courier New"> corresponde a {font-family: "Courier New"}

padronizado no HTML 3.2; obsoleto no HTML 4.0 Transitional; inválido no HTML 4.0 Strict.

## Frames
Frames (quadros) permitem que uma janela visual HTML do navegador seja separada em segmentos, cada qual podendo mostrar um documento diferente. Isto pode reduzir o uso de largura de banda, uma vez que partes repetidas de um leiaute podem ser usadas em um frame, enquanto o conteúdo variável é mostrado em outro. Isto pode vir em um certo custo de usabilidade, especialmente em agentes de usuário não-visuais, devido a documentos (ou sites web) separados e independentes serem mostrados adjacentes a cada um e sendo permitidos interagir com a mesma janela pai. Devido a este custo, frames (excluindo o elemento <iframe>) são permitidos apenas no conjunto de frames (Frame-set) do HTML 4.01. iFrames também podem armazenar documentos em servidores diferentes. Neste caso a interação entre janelas é bloqueada pelo navegador. Sites como Facebook e twitter usam iFrames para mostrar conteúdo (plugins) em sites web parceiros de terceiros. O Google Adsense utiliza iframes para mostrar banners em sites web parceiros de terceiros.

## Comentários
<!-- Um comentário -->
Um comentário pode aparecer em qualquer parte do documente, incluse antes do DOCTYPE, mas não dentro de outras etiquetas. Nenhum conteúdo dentro do comentário é processado. Por compatibilidade com alguns navegadores anteriores a 1995 , o conteúdo dos elementos style e script ainda são, algumas vezes, escritos dentro dos delimitadores de comentário.
Comentários não permitem aninhamento (comentários dentro de comentários): a marcação <!--Xbegin<!--Y-->Xend--> resultará no comentário Xbegin<!--Y e o texto Xend--> após ele.

## Bibliography

### Padrões HTML
HTML 2.0:
Berners-Lee, T., and Connolly, D. (Novembro de 1995). «Hypertext Markup Language - 2.0 (RFC 1866)». IETF. Consultado em 24 de março de 2009
HTML 3.2:
Raggett, D. (14 de janeiro de 1997). «HTML 3.2 Reference Specification». W3C. Consultado em 27 de março de 2009
HTML 4.01:
Raggett, D., Le Hors, A., and Jacobs, I. (editores) (24 de dezembro de 1999). «HTML 4.01 Specification». W3C. Consultado em 24 de março de 2009 (HTML 4.01 é uma atualização do HTML 4.0.)
XHTML 1.0:
W3C (26 de janeiro de 2000). «XHTML 1.0: The Extensible HyperText Markup Language (Second Edition)». W3C. Consultado em 24 de março de 2009
XHTML 1.1:
Altheim, M., and McCarron, S. (editores) (31 de maio de 2001). «XHTML 1.1 - Module-based XHTML». W3C. Consultado em 25 de março de 2009

### Outras fontes
HTML Tags:
Berners-Lee, T. (3 de novembro de 1992). «HTML Tags». Consultado em 28 de março de 2009 (Parte da primeira descrição publicada do HTML.)
HTML Internet Draft 1.2:
Berners-Lee, T., and Connolly, D. (Junho de 1993). «Hypertext Markup Language (HTML)». Consultado em 28 de março de 2009
HTML 3.0 Drafts:
Raggett, D. (24 de março de 1995). «HyperText Markup Language Specification Version 3.0 (draft)». Consultado em 18 de abril de 2009 (This is the final draft of HTML 3.0, which expired without being developed further.)
HTML Tables:
D. Raggett (maio de 1996). «HTML Tables». RFC 1942. IETF. Consultado em 22 de março de 2009
XML 1.0:
Bray, T, Paoli, J, Sperberg-McQueen, CM, Maler, E and Yergeau, F (editors) (26 de novembro de 2008). «Extensible Markup Language (XML) 1.0 (Fifth Edition)». W3C. Consultado em 20 de março de 2009
CSS:
Lie, H.W. and Bos, B. (11 de abril de 2008). «Cascading Style Sheets, level 1 (revisado em 2008-04-11)». W3C. Consultado em 5 de abril de 2009